# Véronika Loubry
Véronika Loubry, née le 22 juin 1968 à Saint-Brevin-les-Pins (Loire-Atlantique), est une animatrice de télévision et de radio française.

## Biographie

### Jeunesse
Née à Saint-Brevin, station balnéaire de la côte Atlantique, elle  passe ses vacances dans la ferme de ses grands-parents à Vue, à une vingtaine de kilomètres à l'ouest de Nantes.
À l'âge de 20 ans, elle s'installe dans le sud de la France et devient serveuse à Saint-Tropez. Elle est ensuite vendeuse de maillots de bains en Guadeloupe et à Saint-Tropez.

### Carrière
Elle est découverte par la productrice Dominique Cantien lors d'une vente de maillots de bains à Saint-Tropez, elle lui propose de passer un casting pour un jeu télévisé.
Véronika Loubry décroche la co-animation du jeu d'aventure Le Trésor de Pago Pago aux côtés d'Alexandre Debanne, néanmoins cette saison tournée fin 1994 aux Bahamas ne sera pas diffusée à l'anntenne.
Véronika Loubry poursuit à la télévision en 1995 comme speakerine dans les matinées de La Cinquième (future France 5).
En 1995, elle présente Star et Couronnes pendant tout l'été et en septembre de la même année Star News sur M6. La même année aussi, elle joue le rôle de Laurence (la cousine de Bénédicte), dans les épisodes 9 à 12 du Miracle de l'Amour, aux côtés d'Hélène Rollès. Elle tient le premier rôle dans la sitcom Paradis d'enfer en 1997 sur TF1 et participe la même année à Fort Boyard. Entre-temps, elle coanime La Mini Fureur sur TF1 avec Jonathan Lambert.
En 2000, elle reçoit le 7 d'or de la Meilleure animatrice d'une chaîne du câble et du satellite pour Hit MCM (MCM).
À partir du 30 avril 2005, elle participe à la deuxième saison de La Ferme Célébrités. Elle se fait éliminer le 20 mai 2005.
Par la suite, elle devient créatrice de vêtements pour enfants et femmes enceintes, sous la marque « Double V ». Depuis, elle s'occupe de sa boutique dans sa ville, à Aix-en-Provence. Après la mode, elle s'est aussi lancée dans la photographie. Aujourd'hui, elle s'est reconvertie dans « l'influence », notamment sur Instagram où elle s'associe avec des marques et propose des collections capsule à ses abonné(e)s.
En 2022, le site Numerama poste une enquête sur la déclaration des pubs faites sur les réseaux sociaux des influenceuses. L'enquête pointe notamment du doigt Veronika Loubry, qui ne déclare que 8,33 % de ses partenariats.

### Vie privée
En 1996, Véronika Loubry est la compagne d'Alexandre Debanne, puis, de 1997 à 1999, elle se marie avec le véliplanchiste Robert Teriitehau.
Elle se remarie en 2002 avec l'ancien footballeur Patrick Blondeau, avec qui elle a deux enfants : une fille, Thylane (en 2001), et un garçon, Ayrton (en 2007), prénommé ainsi en hommage à l'ancien pilote de Formule 1, Ayrton Senna. Le couple divorce en 2016.
Elle partage sa vie depuis 2016 avec Gérard Kadoche.

## Discographie
- 1997 : C'est dans l'air (single)

## Distinction
- 2000 : 7 d'or de la Meilleure animatrice d'une chaîne du câble et du satellite pour Hit MCM (MCM)[4]